# ولفگانگ لوتز
ولفگانگ لوتز (انگلیسی: Wolfgang Lutz؛ زادهٔ december ۱۰, ۱۹۵۶ (۶۸ سال)) دانشمند اهل اتریش و از دانش‌آموختگان دانشگاه پنسیلوانیا و اعضای وابسته خارجی آکادمی ملی علوم است.